# Victoriano Guisasola y Menéndez
Victoriano Guisasola y Menéndez (Oviedo, 21. travnja 1852. – Toledo, 2. rujna 1920.), španjolski kardinal Rimokatoličke crkve i nadbiskup Toleda.

## Životopis
Victoriano Guisasola y Menendez je rođen u Oviedu, Španjolska. Bio je nećak Victoriana Guisasola Rodrígueza. Školovao se u sjemeništu u Oviedu, gdje je zaradio licencijat u bogoslovlju i doktorat iz kanonskog prava na Sveučilištu u Oviedu.
Za svećenika ga je 1876. godine zaredio njegov ujak. Bio je profesor kanonskog prava u sjemeništu u Ciudad Realu od 1876. do 1882. Papa Lav XIII. imenovao ga je za biskupa Osma 15. lipnja 1893. Prebačen je u biskupiju Jaén 19. travnja 1897. Imenovan je 1899. za senatora kraljevstva, a taj naslov je imao do svoje smrti. Prebačen je u biskupiji u Madridu u prosincu 1901. Kasnije prelazi u valencijsku nadbiskupiju, 14. prosinca 1905. Početkom 1942. odlazi u nadbiskupiju Toledo. Za kardinala-svećenika je posvećen u konzistoriju, 25. svibnja 1914. Crvenu kardinalsku kapicu je primio 3. lipnja iste godine od Alfonsa XIII. Sudjelovao je u konklavi 1914. godine. Umro je 1920. godine, a pokopan je u kapelici sjemeništa u Toledu.